# Rashid Bakr
Rashid Bakr, geboren als Charles Downs (Chicago, 3 oktober 1943), is een Amerikaanse jazzdrummer van de freejazz en de creative jazz.

## Biografie
Rashid Bakr groeide op in de wijk The Bronx in New York. Onder invloed van de muziek van John Coltrane besloot hij muzikant te worden, vooral omdat een oom de swingdrummer Jo Jones was. Als kind ontmoette Bakr Art Blakey en Max Roach toen ze het gezin bezochten. Roach gaf hem de eerste drumsticks. Latere voorbeelden waren de drummers Andrew Cyrille, Elvin Jones, Sunny Murray en Milford Graves, maar ook Kenny Clarke en later Tony Williams. Rashid Bakr ging naar het Queens College, studeerde scheikunde en psychologie en studeerde af aan de School of Clinical Psychology van het Brooklyn College. Na zijn studie en militaire dienst leerde saxofonist Bobby Zankel Cecil Taylor kennen, bij wiens bigband Bakr in 1973 toetrad. In die tijd nam hij deel aan twee concerten van Taylor, aan de Columbia University en een andere in de Carnegie Hall. Bassist William Parker speelde ook in de band, verwijzend naar Jemeel Moondoc, die sinds 1976 in New York werkt. Rashid Bakr speelde vervolgens tot 1981 in diens ensemble Muntu, waarmee hij vijf albums opnam. Begin jaren 1980 speelde Bakr ook met Billy Bang, Roy Campbell, Raphe Malik, David Murray, David S. Ware, Frank Wright. In 1981 werkte hij weer samen met Cecil Taylor en trad hij op met Jimmy Lyons en William Parker in Europa.
Na zijn terugkeer in New York werkte Bakr fulltime als maatschappelijk werker bij de blindenorganisatie Lighthouse en richtte hij begin jaren 1980 de formatie Other Dimensions in Music op met William Parker, Roy Campbell en saxofonist/fluitist Daniel Carter. In 1983 trad Bakr ook op in Duitsland met de Cecil Taylor Unit als onderdeel van een andere Europese tournee. In 1984 werkte hij mee aan Cecil Taylors album Winged Serpent (Sliding Quadrants) (Soul Note), waarop Bakr ook als zanger te horen is. In 1993 werkte Bakr opnieuw met de pianist aan zijn FMP-album Always a Pleasure met Sirone, Tristan Honsinger en Charles Gayle. In 1996 speelde Bakr in een trio met Parker en saxofonist Frode Gjerstad (Seeing New York from the Ear bij Cadence Jazz Records) en in 1998 in trio met saxofonist Glenn Spearman en pianist Matthew Goodheart (First and Last bij Eremite). Hij werkte ook samen met Arthur Doyle, Charles Gayle, Ras Moshe en Thomas Borgmann en Peter Brötzmann (The Cooler Suite).

## Discografie
- Rashid Bakr Quintet – Earth Native (Majic Records, 2001)